# Tournoi de tennis de Billingham
Le tournoi de Billingham (Angleterre) est un tournoi de tennis féminin organisé de 1971 à 1973. Il a fait partie du circuit Dewar, organisé de 1968 à 1976 dans différentes villes britanniques (Aberavon, Cardiff, Édimbourg, Perth, Stalybridge et Torquay) et dont la finale se déroulait à Londres.

## Historique

### 1971
Cette première édition du tournoi constitue la deuxième manche de la coupe Dewar 1971. Billingham accueille l'événement en remplacement de la ville de Stalybridge.
Le court avait été établi au-dessus d'une patinoire ! Au cours des matchs, la glace a fondu et s'est infiltrée au travers de la moquette (Uniturf) puis s'est recongelée rendant la surface dangereuse. Les organisateurs ont répandu de la sciure en vain. Julie Heldman est tombée cinq fois sur la surface glissante lors de la demi-finale contre Evonne Goolagong. L'Américaine y a vu l'opportunité de bouleverser la hiérarchie et a poursuivi avec ténacité remportant la demi-finale les genoux en sang mais le sourire aux lèvres. Evonne était réticente à jouer mais a déclaré « Je ne voulais pas particulièrement me casser le cou, mais si Julie pouvait composer avec la glace, je me devais de le faire aussi ».
Deux mille deux cents spectateurs ont assisté aux matchs des deux derniers jours.

## Palmarès

### Simple
| No | Date       | Nom et lieu du tournoi              | Catégorie | Dotation | Surface         | Vainqueure           | Finaliste      | Score         |         |
| -- | ---------- | ----------------------------------- | --------- | -------- | --------------- | -------------------- | -------------- | ------------- | ------- |
| 1  | 19-10-1971 | Dewar Cup of Billingham, Billingham | Dewar Cup | NC       | Moquette (int.) | Virginia Wade        | Julie Heldman  | 4-6, 7-5, 6-3 | Tableau |
| 2  | 17-10-1972 | Dewar Cup of Billingham, Billingham | Dewar Cup | 7 800 $  | Moquette (int.) | Margaret Smith Court | Julie Heldman  | 7-5, 6-0      | Tableau |
| 3  | 06-11-1973 | Dewar Cup of Billingham, Billingham | Dewar Cup | NC       | Moquette (int.) | Virginia Wade        | Nathalie Fuchs | 6-0, 6-2      | Tableau |

### Double
| No | Date       | Nom et lieu du tournoi             | Catégorie | Dotation | Surface         | Vainqueures                        | Finalistes                     | Score         |         |
| -- | ---------- | ---------------------------------- | --------- | -------- | --------------- | ---------------------------------- | ------------------------------ | ------------- | ------- |
| 1  | 19-10-1971 | Dewar Cup of Billingham Billingham | Dewar Cup | NC       | Moquette (int.) | Françoise Dürr Virginia Wade       | Evonne Goolagong Julie Heldman | 6-3, 4-6, 6-2 | Tableau |
| 2  | 17-10-1972 | Dewar Cup of Billingham Billingham | Dewar Cup | 7 800 $  | Moquette (int.) | Margaret Smith Court Virginia Wade | Patti Hogan Sharon Walsh       | 6-3, 6-2      | Tableau |
| 3  | 06-11-1973 | Dewar Cup of Billingham Billingham | Dewar Cup | NC       | Moquette (int.) | Marita Redondo Virginia Wade       | Glynis Coles Sharon Walsh      | 6-7, 6-3, 6-2 | Tableau |